# Виноградарь (станция метро)
«Виногра́дарь» (укр. «Виногра́дар») — проектируемая станция Киевского метрополитена Сырецко-Печерской линии. Согласно генплану Киева, будет расположена южнее перекрестка проспектов Европейского Союза и Василия Порика, поблизости к ТРЦ «Ретровилль». Открытие станции ожидается после 2027 года. Будет расположена между станциями «Мостицкая» и «Маршала Гречко». По предыдущему генплану Киева должна была быть расположена между станциями «Проспект Правды» (нынешнее проектное название — «Варшавская») и «Синеозёрная».

## История
Планы строительства линии метро на Виноградарь существовали с советских времен. 
Открытие станции запланировано после 2027 года в качестве 2-й очереди расширения линии. Станция планируется на ответвлении линии, что на участке «Мостицкая» — «Варшавская», между станциями «Мостицкая» и «Маршала Гречко» на месте новой жилой застройки.

## Описание
Проект интерьера станции разрабатывается архитекторами «Киевметропроект». Планируется, что станция будет односводчатая мелкого заложения (без опорных колонн) с островной платформой.